# Lucien Adrion
Pour les articles homonymes, voir Adrion.
Lucien Adrion, né  à Strasbourg le 25 mai 1889, et mort à Paris 14e le 9 août 1953, est un artiste-peintre et aquarelliste français.

## Biographie
Lucien Adrion débute comme dessinateur technique à Strasbourg. En 1907, il est dessinateur de mode à Paris. Il voyage en Angleterre et à Berlin où il apprend la gravure, alors apprenti graveur de Hermann Struck. En 1909, il revient à Strasbourg et exerce la lithographie. Il s'installe à Montparnasse en 1919 et y meurt en 1953.

## Expositions
- 1941, Salon des Indépendants, Paris

## Rétrospective
- 1973, Cologne